# Pseudorphnus coquereli
Pseudorphnus coquereli är en skalbaggsart som beskrevs av Leon Fairmaire 1868. Pseudorphnus coquereli ingår i släktet Pseudorphnus och familjen Orphnidae. Inga underarter finns listade i Catalogue of Life.